# Арчі Браун
Арчібальд Норман Браун (англ. Archibald Norman Brown, нар. 28 травня 2002, Бірмінгем, Англія) — англійський футболіст ямайського походження, захисник бельгійського клубу «Гент».

## Ігрова кар'єра

### Клубна
Арчі Браун є вихованцем клубної академії «Дербі Каунті». Перед сезоном 2021/22 футболіст приєднався до швейцарського клубу «Лозанна» і 28 листопада 2021 року дебютував в чемпіонаті Швейцарії. За результатами того сезону клуб Брауна вибув до нижчого дивізіону але вже наступного року Браун в складі «Лозанни» повернувся до Суперліги.
В серпні 2023 року Браун підписав чотирирічний контракт з бельгійським «Гентом» і став четвертим англійцем, який грав у цьому клубі.

### Збірна
З 2024 року Арчі Браун виступає за збірну Англії (U-20).